# Salsa (taniec)

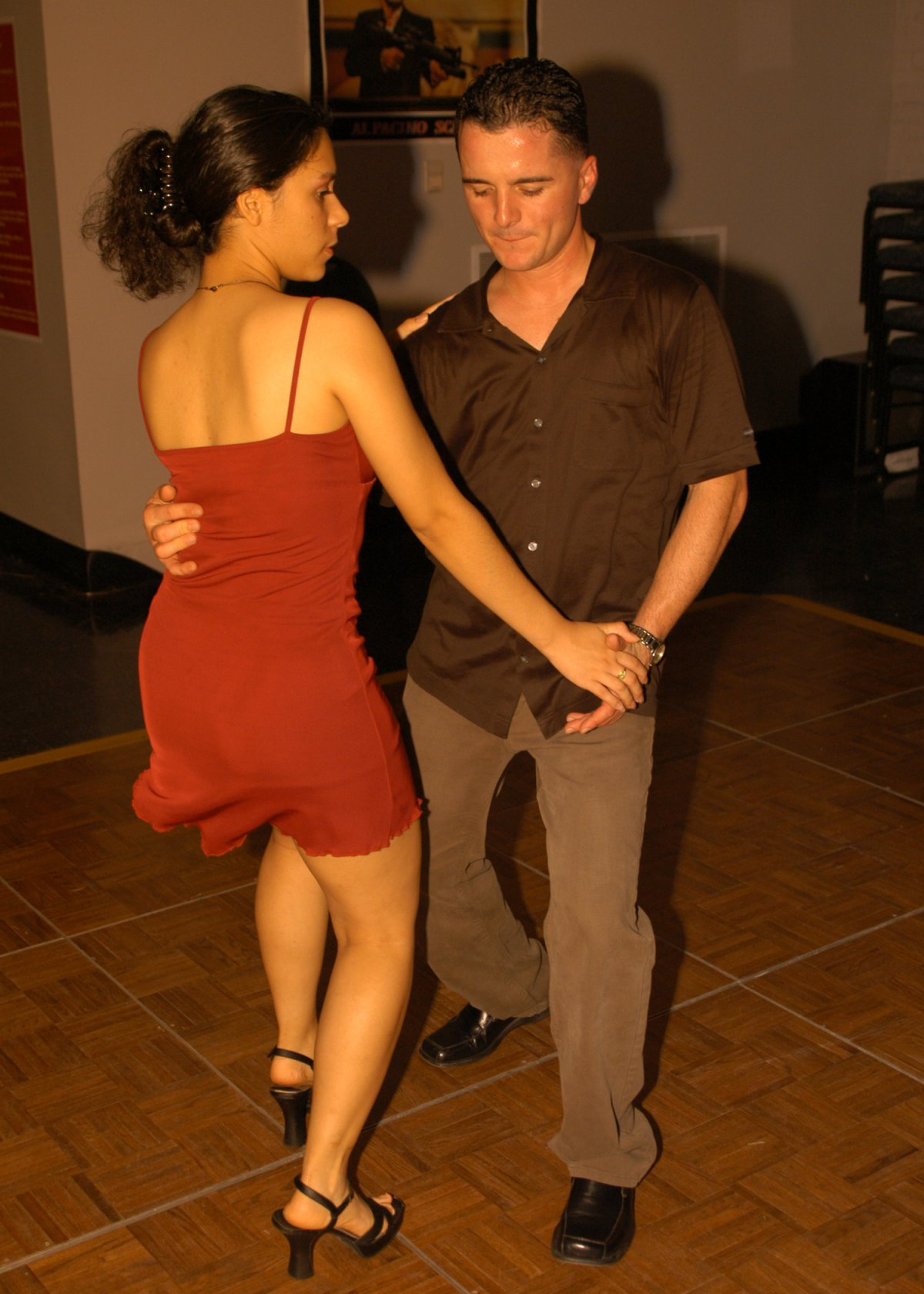
Para ucząca się salsy.

Salsa jest popularnym na całym świecie tańcem latyno-amerykańskim o pochodzeniu karaibskim rozwiniętym szczególnie na Kubie i w Ameryce, tańczonym do muzyki również nazywanej salsą.

## Etymologia
Hiszpańskie słowo salsa oznacza sos lub smak, sugerujący pikantne i aromatyczne doznania, co w odniesieniu zarówno do tańca jak i muzyki można łączyć z faktem, że salsa w warstwie muzycznej łączy elementy różnych gatunków muzycznych, a w warstwie tanecznej kroki wielu innych tańców, przy czym doznania w obu tych przypadkach są pikantne i gorące.

## Historia
Salsa w muzyce narodziła się w latach 1940–1970 z fuzji rytmów afrokubańskich i karaibskich pod dużym wpływem jazzu. Rozwijała się zarówno na Kubie, w Portoryko, Nowym Jorku, jak i innych krajach latynoskich regionu Karaibów. Początkowo salsą nazywano wiele rozmaitych stylów muzycznych (Guajira, Mambo, Cha-cha, Son Montuno, Changui, Charanga) głównie za sprawą firmy nagraniowej Fania All Stars. Budziło to pewne kontrowersje wśród muzyków (patrz słynne stwierdzenie Tito Puente – Gram mambo, a nie sos). Z czasem kontrowersje ucichły i uznano, że termin ten doskonale oddaje eklektyczny charakter zarówno muzyki, jak i tańca.

## Style tańca
Salsa czerpie z wielu różnych stylów i w rozmaitych miejscach rozwijała się pod różnymi wpływami. Duże zróżnicowanie spowodowało wyodrębnienie tak zwanych stylów salsy.
Style te różnią się krokiem podstawowym, rytmicznym umiejscowieniem kroków (np. taniec na 1 lub 2) w muzyce, geometrią tańca (taniec po kole lub w linii), sposobem prowadzenia partnerki, ilością elementów akrobatycznych w tańcu, istnieniem bądź brakiem elementów solowych. Salsa na Kubie powstała jako połączenie tańca son z kubańską rumbą. Salsa w Portoryko rozwinęła się pod wpływem lokalnych tańców. Do Stanów Zjednoczonych zaś została przyniesiona przez imigrantów z regionu Karaibów (w większości z Portoryko).
Salsa tańczona jest do muzyki w metrum 4/4 opartej na dwutaktowych frazach. Cały szkielet rytmiczny salsy oparty jest na rytmie zwanym po hiszpańsku clave (czyli klucz) granym przez instrument o nazwie claves. Claves to po prostu dwa okrągłe kawałki drewna, którymi uderza się o siebie. W dwóch taktach salsy występuje 5 uderzeń clave w jednej z dwóch odmian (clave 2/3 lub clave 3/2). W ciągu tych dwóch taktów tancerz zazwyczaj wykonuje 6 kroków (3 w pierwszym i 3 w drugim takcie). Uderzenia 4 i 8 są to zazwyczaj uderzenia w których występuje pauza (w niektórych stylach pauza może występować na 1 i 5) która może być akcentowana np. poprzez tak zwany tap (czyli przytup).
Salsa jako taniec użytkowy, wykorzystywany do tańczenia w klubach na często zatłoczonych parkietach, ogranicza powierzchnię, po której porusza się para. W przeciwieństwie do turniejowych tańców towarzyskich, para tańcząca salsę nie przemieszcza się po całym parkiecie, tylko przez większość tańca zajmuje niewielki jego fragment.
Salsę można tańczyć rozmaicie umiejscawiając krok podstawowy w 2 taktach. Aby uwzględnić te różnice zdefiniowano pojęcie break, czyli moment w którym zmieniany jest kierunek poruszania się tancerzy. Jeśli mówimy, że ktoś tańczy na raz to mamy na myśli, że break w jego tańcu wypada na pierwsze i piąte uderzenie w muzyce. Jeśli na dwa to break wypada na drugie i szóste uderzenie.
Obecnie w różnych miejscach świata salsę tańczy się na każde z czterech uderzeń w takcie. Salsę w stylach północnoamerykańskich tańczy się na 2 lub 1. Salsę w stylach kubańskich tańczy się na 1 (najpopularniejsze na świecie), 3 lub 2 (tak zwane "a contratiempo"; son - taniec, z którego wywodzi się salsa kubańska, tradycyjnie tańczony jest właśnie "a contratiempo").
Salsę przez większą część czasu tańczy się w parze. Jednak bardziej zaawansowani tancerze pozwalają sobie często na sekwencję improwizowanych kroków solowych w celu popisania się swoją umiejętnością tańca. Sekwencje takie określa się angielskim mianem shines lub shine steps. Tańczone są one głównie w stylach północnoamerykańskich czyli stylach cross-body. Kroki te powinny być właściwie umiejscowione w muzyce. Zazwyczaj należy wykonywać je w momencie gdy grę solową rozpoczyna sekcja perkusyjna a pozostałe instrumenty milkną. Pozwala to podkreślić rytm przez wykonywanie kroków na poszczególne uderzenia instrumentów perkusyjnych.
Salsa, z opisanymi poniżej stylami, obecnie zyskuje na popularności i podobnie jak Tango argentyńskie staje się najpopularniejszym tańcem użytkowym tańczonym w klubach w rytm stale rozwijanej nowoczesnej muzyki granej przez zespoły bądź przez didżejów.

### Salsa New York styl "na 2" (mambo on 2)
Salsa New York Style on 2 to styl cross-body, czasem nazywany mambo on 2 lub salsa on 2. Stworzony w latach 70. przez Eddiego Torresa (urodzonego w Portoryko) przez połączenie oryginalnego mambo z latin hustle i innymi stylami tańca takimi jak pachanga i boogaloo. Od tego czasu rozwinął się pod wpływem między innymi tańca jazzowego, tańca współczesnego, tańców afrokubańskich.
Tańczony jest w rytmice na 2 (tzw. break on2), partner rozpoczyna krok lewą nogą w miejscu na pierwsze uderzenie w takcie. Partnerka zaczyna swój krok na pierwsze uderzenie w takcie prawą także w miejscu. Zmiana kierunku ruchu (czyli break) następuje na drugie uderzenie w takcie – stąd nazwa – salsa na 2.
Za największych innowatorów tego stylu po Eddiem Torresie uważa się m.in. Johnny Vazquez, Frankiego Martineza, Adolfo Indacochea i Juana Matosa.
Styl ten jest dla niewprawnego obserwatora dość podobny do stylu Los Angeles. O ile jednak styl Los Angeles jest bardziej dynamiczny i sportowy to styl New York jest bardziej delikatny, zmysłowy i płynny, akcentujący przez kroki lub ruch ciałem elementy rytmiczne w muzyce. W stylu nowojorskim raczej nie stosuje się figur akrobatycznych.
Taneczny układ kroków stylu:
Mężczyzna:
1. Lewa noga krok w miejscu – na 1
2. Prawa noga krok do tyłu (break – czyli zmiana kierunku ruchu) – na 2
3. Lewa noga krok w miejscu – na 3
4. Pauza – na 4 – teoretycznie nic się nie dzieje, praktycznie: spójrz na przypis pod rozliczeniem
5. Prawa noga krok do przodu – na 5
6. Lewa noga krok do przodu (break) – na 6
7. Prawa noga krok w miejscu – na 7
8. Pauza – na 8 – przypis jak na 4
9. Lewa noga krok do tyłu – na 1
10. = 2.

Kobieta:
1. Prawa noga krok w miejscu – na 1
2. Lewa noga krok do przodu (break) – na 2
3. Prawa noga krok w miejscu – na 3
4. Pauza – na 4
5. Lewa noga krok do tyłu – na 5
6. Prawa noga krok do tyłu (break) – na 6
7. Lewa noga w miejscu – na 7
8. Pauza – na 8
9. Prawa noga krok do przodu – na 1
10. = 2.

Całość opisana powyżej rozpoczyna się od momentu całkowitego rozpoczęcia tańca. Dalszy ruch odbywa się poprzez zastąpienie punktu numer 1 punktem numer 9. Styl nowojorski na 2 (tzw. mambo on2) charakteryzuje się dużą płynnością, zwolnieniami i przyśpieszeniami. W przeciwieństwie do równo "pociętego" stylu LA na 1, gdzie każdy krok jest na wyraźne uderzenie w muzyce. W praktyce oznacza to, że w NY pauza jest przechodzona, czyli uderzenia 3 i 4 oraz 7 i 8 są łączone, przeciągane. Mówiąc najprościej - pauza jest na 4 i 8 w powietrzu, a wyznacza ją uniesiona noga przy nodze na której stoimy. Postawienie lewej nogi w "męskim" 1 tak naprawdę zaczyna się na 7, 8 (noga w górze) i trwa aż do 1 uderzenia, podobnie przeniesienie nogi w powyższym kroku podstawowym na 5 praktycznie zaczyna się już na 3, 4 (noga w górze) i trwa aż do 5 uderzenia. To tak jak byś my mieli powiedzieć na 1 - szybki, na 2 - szybki, na 3 - wolny i na 5 - szybki, na 6 - szybki, na 7 - wolny. Przez taki zabieg uzyskuje się wrażenie płynności, tzw. smooth style.
Podsumowując: ruch 3 i 7 trwa dwa uderzenia i jest rozciągnięty, stąd można liczyć: 1, 2, 3 iiii 4 i 5, 6, 7 iiii 8 i 1 … itd.
Ważnym elementem jest również to, że przez cały taniec stopy się nie zrównują nigdy "na baczność", czyli inaczej niż w LA gdy ta postawa już występowała na 3 i na 7. Tutaj stopy się cały czas mijają, na 5 prawa stopa wyprzedza lewą, tak jak na 1 lewa stopa ląduje tuż za prawą. Styl New York on2 jest stylem który daje najwięcej możliwości Stylingu ze wszystkich odmian Salsy. Ruchy rąk przy przygotowaniu obrotów wykorzystują naturalny ruch ciała wynikający z kroków i breaku tego stylu Salsy - a pauza pozostaje wolna do wszelkiego ruchu ramion i wstawiania ozdobników. Żaden styl Salsy nie daje tak wiele możliwości i swobody jak New York Styl on2 - dowodem na to jest fakt że tańczą go głównie największe gwiazdy salsy typu: Frankie Martinez, Johnny Vazquez, Tania Cannarsa, Amneris Martinez, Adolfo Indacochea, Juan Matos, Yamulee Dance Company, Taitienne Walter, Neeraj Maskara, Karima Alem, Hacha y Machete …
To SALSA New York Style on2 ze względu na to jak wiele daje tancerzom, zdominowała Światowej Klasy Pokazy Salsy.
Z uwagi na wiele elementów na które należy zwracać uwagę styl "Salsa NY Style" uważany jest za jeden z najtrudniejszych do nauczenia i poprowadzenia (być może właśnie dlatego gwiazdy upodobały sobie właśnie ten, a nie inny styl...)., 

### Salsa Los Angeles styl "na 1"
Styl powstały w Los Angeles głównie za sprawą braci Vazquez, apogeum rozwoju osiągnął w latach 90. XX wieku. Styl L.A. jest tańczony "na 1" (pauza na 4/8, break na 1/5). Jest to styl liniowy (Cross-body), a więc wszystkie figury wykonujemy w jednej linii. Jedyna możliwa zmiana kierunku tańca to dokładnie 180° i następuje poprzez wykonanie podstawowej figury tego stylu: Cross Body Lead.
Los Angeles salsa jest stylem bardzo widowiskowym i szybkim; cechuje go duża częstotliwość występowania wielokrotnych obrotów (spinów), elementy typu Butterfly (eksponowanie partnerki) jak i występowanie elementów shines oraz akrobatycznych.
Ten styl jest obecnie najpopularniejszym stylem tańczonym w Polsce.
W różnych opracowaniach grupę stylów Cross-Body oznacza się również jako X-Body, XB lub XBL (Cross Body Lead). Przykładowo można się spotkać ze skrótem XB LA, czyli salsa Cross Body – styl Los Angeles, podobnie XB NY jako salsa Cross Body – New York style.
Taneczny układ kroków stylu:
Mężczyzna:

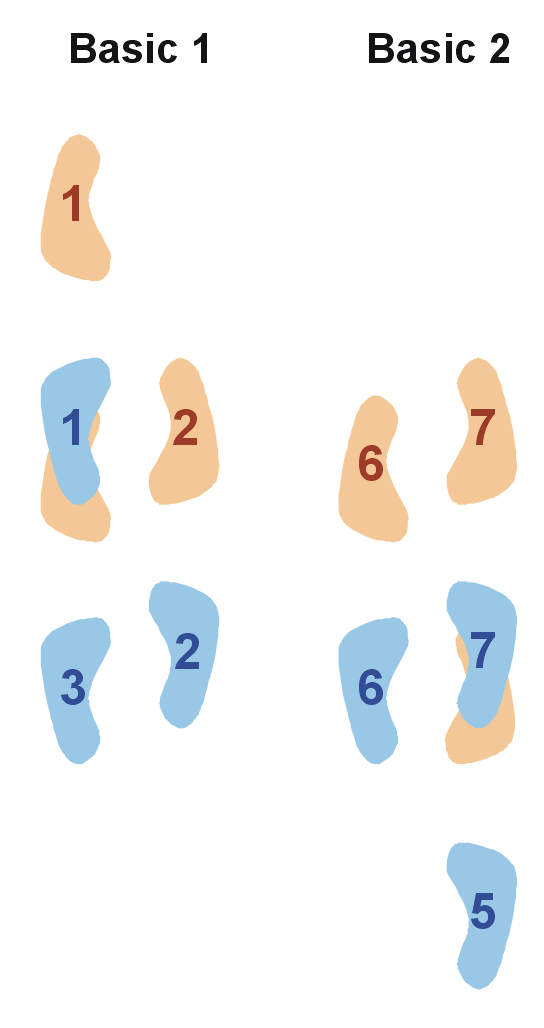
Kroki stylu salsy "na 1" dla tańczącej pary

1. Lewa noga krok do przodu – break do przodu (1 uderzenie w 2 taktach)
2. Przeniesienie ciężaru ciała na prawą nogę (podpórka) (2 uderzenie)
3. Lewą nogę dostawić do prawej (3 uderzenie)
4. Pauza (nic się nie dzieje) (4 uderzenie)
5. Prawa noga krok do tyłu – break do tyłu (5 uderzenie)
6. Przeniesienie ciężaru ciała na lewą nogę (podpórka) (6 uderzenie)
7. Prawą nogę dostawić do lewej (7 uderzenie)
8. Pauza (nic się nie dzieje) (8 uderzenie)

Kobieta:
1. Prawa noga krok do tyłu – break do tyłu (1 uderzenie w dwóch taktach)
2. Przeniesienie ciężaru ciała na lewą nogę (podpórka) (2 uderzenie)
3. Prawą nogę dostawić do lewej (3 uderzenie)
4. Pauza (nic się nie dzieje) (4 uderzenie)
5. Lewa noga krok do przodu – break do przodu (5 uderzenie)
6. Przeniesienie ciężaru ciała na prawą nogę (podpórka) (6 uderzenie)
7. Lewą nogę dostawić do prawej (7 uderzenie)
8. Pauza (nic się nie dzieje) (8 uderzenie)

### Salsa kubańska - casino
W zasadzie jest to zestaw stylów rozwiniętych na Kubie (bądź w Stanach Zjednoczonych przez kubańskich emigrantów), od stylów cross-body różniący się głównie sposobem poruszania się pary i geometrią figur. Para porusza się po kole, wokół własnej osi. Podstawowy krok jest wykonywany do tyłu na boki, a nie w przód i w tył jak to ma miejsce w stylach liniowych. Rozmieszczenie kroków w takcie bywa różne, spotyka się tańczenie zarówno "na 1" - "a tiempo" (aktualnie najpopularniejsze), jak i "na 3" - "a traversado", a także "na 4" "a contratiempo" (tradycyjna rytmika sonu).
Salsa kubańska charakteryzuje się dynamicznym tempem wykonywania figur. Jest to raczej taniec chodzony. Bardzo rzadko wykonuje się w nim więcej niż 1 obrót partnera lub partnerki w takcie. Prowadzenie w salsie kubańskiej jest dość mocne. Figury wymagają często skomplikowanych zapleceń rąk tańczącej pary (tak zwane kubańskie węzły - nudosy). Bardzo charakterystyczne dla salsy kubańskiej jest otwieranie pary, które polega na przejściu z zamkniętego trzymania pary (klasyczna postawa taneczna w parze, partnerzy zwróceni do siebie twarzami) za pomocą kroku "dile que no", do trzymania otwartego (partnerzy stoją obok siebie i patrzą w jednym kierunku). Takie trzymanie i postawa jest nazywana "guapeą". Większość figur w salsie kubańskiej jest wykonywana z otwartej pary.
Specyficzną dla tego stylu salsy formą tańca jest również Rueda de Casino.
Rueda de Casino tańczona jest grupowo parami według geometrii koła. Tancerze i tancerki w parach poruszają się tworząc krąg par (rueda, to koło po hiszpańsku) i wykonując synchronicznie na hasło prowadzącego (cantador) figury. Figury są sklasyfikowane osobnymi hiszpańsko brzmiącymi nazwami, które podczas tańczenia prowadzący grupę odpowiednio wcześniej wykrzykuje, aby następnie wszyscy jednocześnie mogli je wykonać zbiorowo, co jest bardzo widowiskowe. Niektóre z bardziej zaawansowanych figur możliwe są do wykonania jedynie w ograniczonej liczbie par. Podstawowe figury nazywają się dile que no oraz dame. Dla przykładu spis i kolejność wykonanych figur może być następujący: dame, enchufe la doble, policia, adios con familia, saca la, pasea la, kentucky, sombrero, balsero, al centro, hombres derecha, mujeres izquierda, dile que si, dile que no, dame.
Inną formą zabawy charakterystyczną dla salsy kubańskiej jest suelta. Suelta, to wykonywanie przez grupę tancerzy synchronicznie układów kroków solowych (footworków), często synkopowanych i wykorzystujących elementy i kroki innych tańców kubańskich (rumba, mambo, tańce Orisha). Istnieje tu pewne podobieństwo do "shine steps" ze stylów cross-body, ale różnica polega na tym, że w przypadku suelty, to zabawa grupowa, a nie popis solowy. Jeden z tancerzy proponuje footwork, a reszta grupy go powtarza.
Taneczny układ kroków stylu (dla partnera):
Salsa kubańska (tańczona "na 1"):
1. lewa noga do tyłu (zmiana kierunku ruchu - break)
2. akcent prawą
3. lewa wraca do środka
4. stoję
5. prawa noga do tyłu
6. akcent lewą
7. prawa wraca do środka
8. stoję

Salsa kubańska (tańczona "na 3"):
1. lewa noga do środka
2. stoję
3. prawa noga do tyłu (zmiana kierunku ruchu - break)
4. akcent lewą
5. prawa noga wraca do środka
6. stoję
7. lewa noga do tyłu
8. akcent prawą

Salsa kubańska - son ("na 4" - a contratiempo):
1. akcent lewą
2. prawa noga do środka
3. stoję
4. lewa noga do tyłu (zmiana kierunku ruchu - break)
5. akcent prawą
6. lewa noga do środka
7. stoję
8. prawa noga do tyłu

Salsa kubańska jako taniec jest ściśle powiązana z charakterystyczną nową odmianą salsy (muzyki) jaką jest timba. Muzyka ta, a przez to również taniec, czerpie z całej bogatej afrokubańskiej kultury muzycznej. Doświadczeni tancerze inspirowani tą muzyką wzbogacają swój styl o elementy Rumby kubańskiej (z wykorzystaniem gry w wykonywanie przez partnerów vacunao i unikaniem ich przez partnerki), czy tańce różnych Orisha (bóstw z panteonu wierzeń ludów Yoruba, z których każde ma swój specyficzny taniec).
Aktualnie casino przeżywa renesans i popularność tego stylu rośnie. W Europie (również w Polsce) odbywają się kongresy i warsztaty dedykowane tancerzom tego konkretnego stylu, na które zapraszani są uznani na całym świecie instruktorzy pochodzenia kubańskiego. Przyczyn można dopatrywać się w tym, że styl ten, mimo że nie tak efektowny dla widza jak style x-body, to dla tancerza w początkowej fazie nauki jest prostszy do opanowania, a na bardziej zaawansowanym poziomie daje duże możliwości swobodnej interpretacji muzyki, poprzez wzbogacanie go o wyżej wspomniane elementy, co w efekcie pozwala na nieograniczony praktycznie rozwój taneczny. Ponadto casino jako styl uliczny chyba najbardziej ze wszystkich stylów nastawiony jest na nieskrępowaną i swobodną zabawę (z mniejszym naciskiem na efektowność), co również przysparza mu ciągle nowych zwolenników.

### Salsa portorykańska
Także styl cross-body tańczony na 2. Od stylu nowojorskiego różni się krokiem podstawowym. Partner rozpoczyna w nim taniec od kroku na 2 do przodu lewą nogą. Także pauza występuje w nim innym miejscu niż w stylu nowojorskim. Jedną z odmian salsy portorykańskiej jest tańczenie na clave. Kroki wypadają wtedy na poszczególne uderzenia tego instrumentu czyli 2, 3, 5, 6i oraz 8 (dla clave 2/3). Ponieważ czwarte uderzenie przypada na połówkową wartość można nazwać ten sposób tańczenia stylem synkopowanym. Figury stosowane w stylu portorykańskim są dość proste, tancerzy stosują za to dużo kroków solowych (shine steps) i skupiają się na elegancji kroku podstawowego.

### Salsa Palladium Mambo
Zwanym czasem także power on2. Jest to w dzisiejszych czasach bardzo rzadko tańczony styl. Przed stworzeniem współczesnego stylu nowojorskiego przez Eddiego Torresa był głównym sposobem tańczenia w Nowym Jorku. Timing jest w zasadzie identyczny stylu portorykańskim (ale nie w wersji tańczonej na clave).

### Salsa Kolumbijska
Salsowa kultura taneczna Kolumbii może być postrzegana w dwojaki sposób.
Generalnie, sposób tańczenia salsy w Kolumbii przypomina taniec narodowy – czyli Cumbię.
Charakterystyczny jest falujący ruch bioder, podstawowe kroki podobne do kroków mambo, lecz przyprawione karaibskim luzem, oraz łatwe do prowadzenia obroty. W ten sposób tańczy się w Medellin, Bogocie, Cartagenie. Sposób ten jest widoczny na parkietach Panamy, Wenezueli, Peru, Chile i wszędzie tam gdzie jest grana cumbia oraz panuje dominacja kolumbijskiej mody tanecznej.
Z drugiej strony mamy także kolumbijskie miasto CALI, które już w latach 70. zdobyło renomę i sławę Światowej Stolicy Salsy. Mieszkańcy Cali upodobali sobie szybkie mambo jako fundament swojego stylu. Jako jedyny styl salsy, Salsa Caleña łączy w sobie tańce i rytmy, z których salsa powstała. Oznacza to że jest to mieszanka tańców takich jak:
Mambo, Cha cha cha, Pachanga, Boogaloo, Cumbia, Guaracha.
Styl ten charakteryzuje się wręcz fenomenalną pracą stóp wykonywaną do tzw. Salsa dura (czyli szybka, mocna salsa). Sami Caleños określają swoją salsę jako: 'Dura en pies' - co oznacza że większy nacisk kładzie się na prace nóg i kreatywność tancerzy.
Często spotkać się można z tym że na imprezach tanecznych puszczana jest salsa w szybszym tempie, tak aby tancerze mogli się naprawdę wyszaleć. Po dziś dzień Caleños mają renomę najlepszych tancerzy w Ameryce Łacińskiej. Potwierdzają to tytuły Niekwestionowanych Mistrzów Salsy (Undisputed Salsa Champions) jakie to reprezentanci Kolumbii zdobywają w wielu turniejach (np.: WSF). Jest to jedyny styl salsy w którym to tańczy się nie tylko do podstawowego rytmu ale do instrumentów czy też wokalu. Królowa salsy, Celia Cruz kiedyś powiedziała: 'Salsa jako muzyka powstała na Kubie, ale najlepiej oddają ją w tańcu Kolumbijczycy'. Styl ten jak i kultura Kolumbii przez długi czas miały problemy w przedostaniu się do świadomości amerykanów i Europejczyków ze względu na problemy polityczne oraz narkotykowe. Przez wiele osób jest on uważany za najtrudniejszy styl, przeznaczony dla zaawansowanych tancerzy. Powoli jednak zdobywa popularność w Europie. Otwierane są szkoły uczące tego stylu we Francji, Włoszech, Hiszpanii, a nawet w Polsce.